# Chính sách thị thực của Ireland

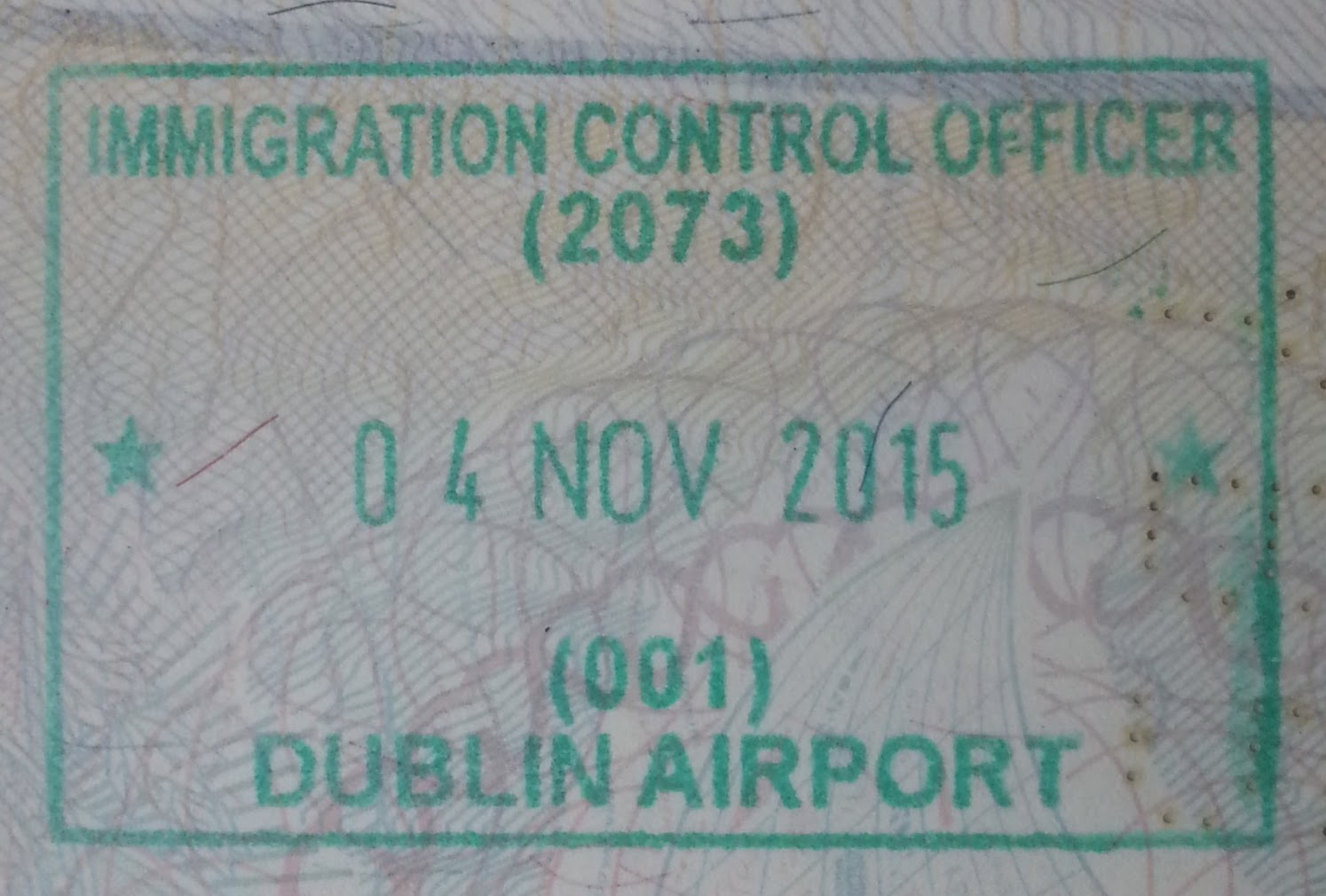
Dấu nhập cảnh Ireland

Chính sách thị thực của Ireland được đưa ra bởi Chính phủ Ireland và quyết định về những yêu cầu để xin thị thực với người nước ngoài. Nếu một người không phải công dân Liên minh Châu Âu, Khối Kinh tế Châu Âu, hoặc Thụy Sĩ muốn nhập cảnh Ireland, họ phải là công dân của quốc gia được miễn thị thực hoặc có thị thực Ireland có hiệu lực được cấp bởi một trong những phái bộ ngoại giao của Cộng hòa Ireland trên thế giới.
Chính sách thị thực của Ireland giống với chính sách thị thực Khối Schenhen. Nó miễn thị thực với tất cả các quốc gia trong Phụ lục II của khối Annex II, ngoại trừ Albania, Bosna và Hercegovina, Colombia, Gruzia, Macedonia, Quần đảo Marshall, Mauritius, Micronesia, Moldova, Montenegro, Palau, Peru, Serbia, Đông Timor, Ukraina và Venezuela.  Ireland cũng miễn thị thực thêm với một số quốc gia – Belize, Bolivia, Botswana, Fiji, Guyana, Lesotho, Maldives, Nauru, Nam Phi và Swaziland.

## Bản đồ chính sách thị thực

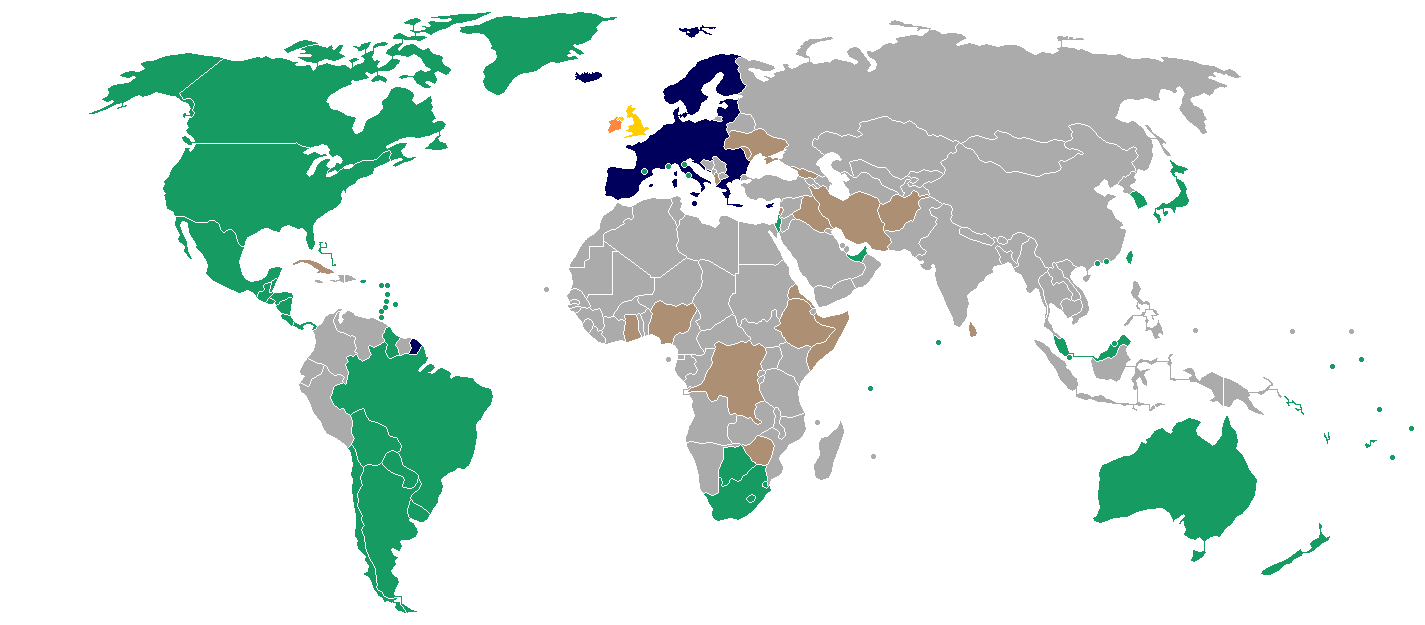
Chính sách thị thực của Ireland
Cộng hòa Ireland
Đi lại tự do (công dân EU/EEA/CH)
Miễn thị thực 90 ngày
Cần xin thị thực, miễn thị thực quá cảnh
Cần xin thị thực cả nhập cảnh và quá cảnh

## Miễn thị thực
Công dân của các quốc gia và vùng lãnh thổ sau có thể nhập cảnh Ireland không cần thị thực:
Theo luật
- công dân Liên minh Châu Âu
- Công dân của các thành viên không thuộc Liên minh Châu Âu nhưng thuộc Khối Kinh tế Châu Âu (Iceland, Liechtenstein và Na Uy) và Thụy Sĩ

Miễn thị thực
- Người sở hữu Thẻ cư trú của thành viên gia đình của công dân Liên minh Châu Âu.
- công dân Lãnh thổ Hải ngoại thuộc Anh
- Công dân Anh (Hải ngoại)
- Công dân Hải ngoại Anh
- Người sở hữu laissez-passer đỏ của Liên Hợp Quốc
- Công dân sở hữu hộ chiếu có hiệu lực của 56 quốc gia và vùng lãnh thổ sau:

| - Andorra - Antigua và Barbuda - Argentina - Úc - Bahamas - Barbados - Belize - Bolivia - Botswana - Brasil - Brunei - Canada - Chile - Costa Rica | - Dominica - El Salvador - Fiji - Grenada - Guatemala - Guyana - Honduras - Hồng Kông[3] - Israel - Nhật Bản - Kiribati - Lesotho - Macao[4] - Malaysia | - Maldives - Mexico - Monaco - Nauru - New Zealand - Nicaragua - Panama - Paraguay - Saint Kitts và Nevis - Saint Lucia - Saint Vincent và Grenadines - Samoa - San Marino - Seychelles | - Singapore - Quần đảo Solomon - Nam Phi - Hàn Quốc - Swaziland - Đài Loan - Tonga - Trinidad và Tobago - Tuvalu - Các Tiểu vương quốc Ả Rập Thống nhất - Hoa Kỳ - Uruguay - Vanuatu - Thành Vatican |
- Người sở hữu giấy tờ du hành người tị nạn có hiệu lực được cấp bởi một trong các quốc gia sau:[5]

| - Ba Lan - Bỉ - Bồ Đào Nha - Cộng hòa Séc - Đan Mạch - Đức - Hà Lan | - Hungary - Iceland - Liechtenstein - Luxembourg - Malta - Na Uy - Phần Lan | - Romania - Slovakia - Tây Ban Nha - Thụy Điển - Thụy Sĩ - Ý |

Chương trình bãi bỏ thị thực ở lại ngắn hạn 
Chương trình bão bỏ thị thực ở lại ngắn hạn được đưa ra vào tháng 7 năm 2011 và cho phép công dân của 18 quốc gia dưới đây đến Ireland nếu họ sở hữu thị thực 'C' của Anh Quốc (thị thực ngắn hạn). Chương trình này không áp dụng với những người là "Du khách quá cảnh" và "Du khách muốn nhập cảnh với mục đích kết hôn hoặc kết hợp dân sự". Chương trình bãi bỏ thị thực chỉ áp dụng với những người đã kiểm tra nhập cảnh tại Anh Quốc và có quyền được phép quay lại Anh trong vòng lên đến 180 ngày. Người được áp dụng có thể vào Ireland không cần thị thực tối đa 90 ngày và hoặc tối đa là thời gian thị thực hết hạn, trường hợp nào ngắn hơn sẽ được áp dụng. Họ có thể đến Ireland từ một quốc gia khác không phải Anh Quốc miễn là thị thực và quyền quay lại Anh Quốc vẫn chưa hết hạn. Chính sách này cũng áp dụng với công dân Kuwait, Oman, Qatar và UAE đã nhập cảnh Anh Quốc với Giấy miễn thị thực điện tử Miễn là họ phải đến Ireland trực tiếp từ Anh. Chính sách này ban đầu được thiết lập để áp dụng tới ngày 31 tháng 10 năm 2012 nhưng được gia hạn lại tới ngày 31 tháng 10 năm 2016. Nó được gia hạn thêm 1 lần tới ngày 31 tháng 10 năm 2021.
| - Bahrain - Belarus - Bosna và Hercegovina - Trung Quốc - Ấn Độ - Kazakhstan | - Kuwait - Montenegro - Oman - Qatar - Nga - Ả Rập Xê Út | - Serbia - Thái Lan - Thổ Nhĩ Kỳ - Ukraina - Các Tiểu vương quốc Ả Rập Thống nhất - Uzbekistan |  |

Công dân của 18 quốc gia trên có thị thực Anh Quốc hoặc Schengen dài hạn hoặc giấy phép cư trú vẫn phải xin thị thực Ireland, nhưng sẽ được miễn phí.

## Thị thực quá cảnh
Thông thường, một hành khách quá cảnh tại sân bay Ireland để đến một địa điểm tại quốc gia khác và không rời khỏi sân bay khi quá cảnh được miễn thị thực.
Tuy nhiên, công dân của 17 quốc gia sau phải xin thị thực quá cảnh từ trước với phí €25 tại đại sứ quán hoặc lãnh sự Ireland:
| - Afghanistan - Albania - Cuba - DR Congo - Eritrea - Ethiopia | - Gruzia - Ghana - Iran - Iraq - Liban - Moldova | - Nigeria - Somalia - Sri Lanka - Ukraina - Zimbabwe |